# 鵜渡路バイパス
鵜渡路バイパス（うのとろバイパス）は、新潟県村上市小川から同市猿沢に至る国道7号のバイパス道路。

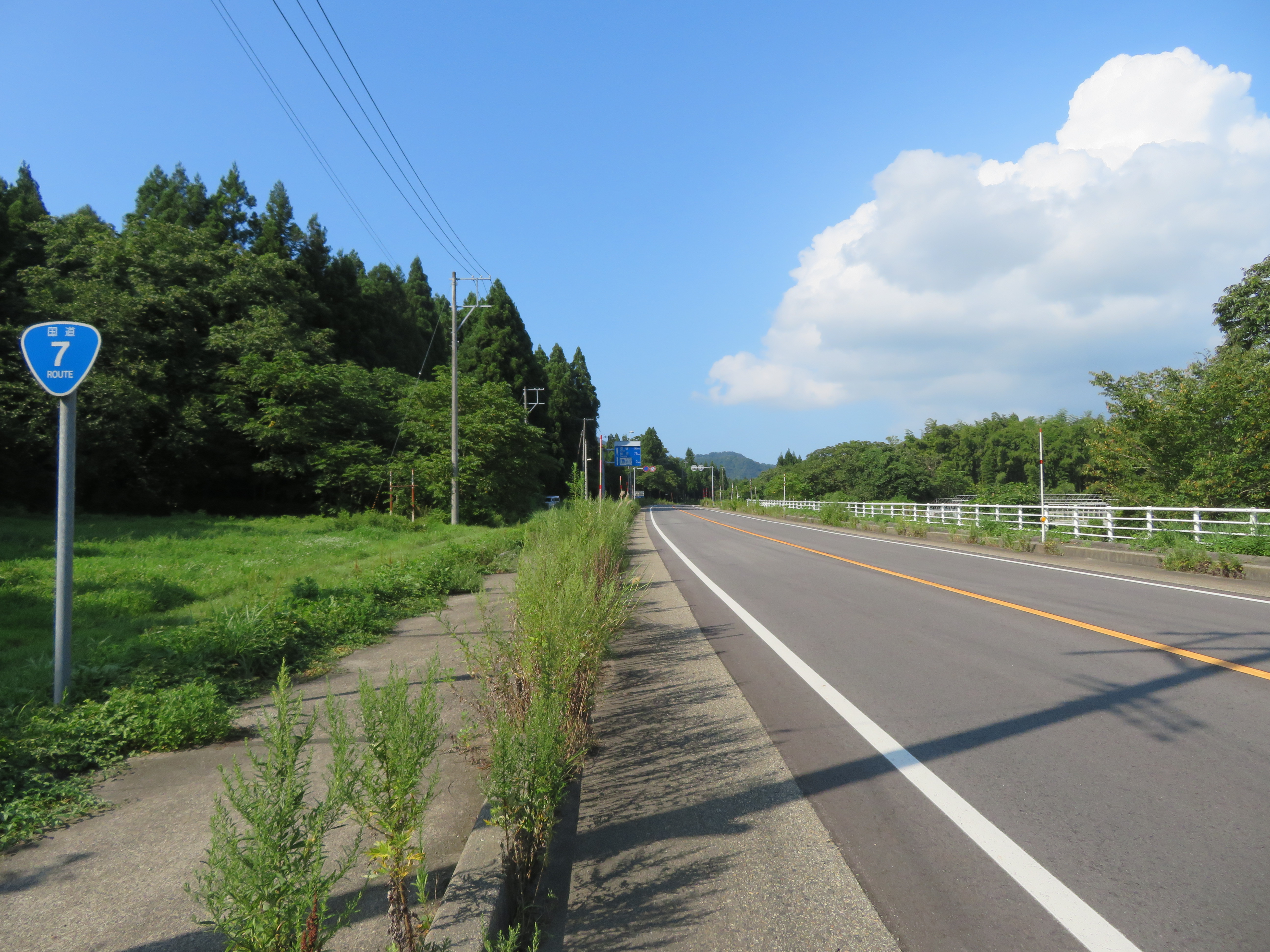
新潟県村上市鵜渡路付近

## 概要
村上市朝日地区南部を通る延長3.9 kmの国道7号のバイパス道路。全線平面交差で片側1車線。
国道7号は、朝日地区南部の区間が集落内を経由しており、道幅が狭隘な上に見通しが悪く、交通の障害となっていた。これら集落を迂回するバイパス区間として、1988年（昭和63年）に事業着手。三面川に架かる水明橋の架け替え、鵜渡路と猿沢ではバイパス区間の新設、その他では現区間の拡幅等を行い、2002年（平成14年）10月に全区間の改良が完工した。なお、旧道区間は全区間朝日村が管理する村道に指定変更され、その後2008年（平成20年）4月1日に旧村上市と岩船郡4町村が新設合併したのに伴い、市道に指定変更されている。

## 歴史
- 1988年（昭和63年） - 事業化
- 1989年（平成元年） - 用地着手
- 1990年（平成2年） - 工事着手
- 1996年（平成8年）3月22日 - 小川・宮ノ下地区(延長1.1km)供用。（水明橋含む）
- 1996年（平成8年）11月12日 - 鵜渡路地区(延長1.4km)供用。
- 1998年（平成10年）11月30日 - 下中島地区(延長0.6km)供用。
- 2002年（平成14年）10月28日 - 上野地区(延長0.8km)供用。

## 主な接続道路
- 新潟県道583号村上朝日線（宮ノ下、水明橋北詰）
- 新潟県道208号小揚猿沢線（猿沢交差点）

## 道の駅
- 道の駅朝日